# Pontífex màxim
El Pontífex Màxim (Pontifex Maximus) era el sacerdot principal d'entre els pontífexs romans, que prenia certes mesures domèstiques i disciplinàries que convenia fossin adoptades per una sola persona. Era elegit pel Col·legi dels Pontífexs i més tard pels Comicis tribunats.
Era responsable del culte de l'estat en conjunt i dels cultes particulars, en concret els que no tenien col·legi propi com els àugurs, els fecials i altres. També era encarregat de les 18 sacerdotesses de Vesta.
Els Pontífexs havien de mantenir la pax deorum, (pau dels déus) i per això donaven consells als magistrats, interpretaven els presagis, controlaven el calendari i els funerals. El Pontífex màxim era responsable de molts presagis (annales maximi) i cada any recollia els signes i senyals divins que seguien als presagis perquè en endavant es poguessin interpretar millor.
Hi havia també tres sacerdots (flamines), i després fins a quinze, que tenien encàrrecs específics pel culte dels principals déus, que eren els Pontifices Minores (pontífex menor).
Cèsar fou elegit Pontífex Màxim el 63 aC i ho va ser fins a la seva mort el 44 aC. El va succeir Marc Emili Lèpid que ho va ser fins al 12 aC i llavors el càrrec va passar a August; aquest va anul·lar l'elecció dels pontífexs, que serien designats per l'emperador.

## Etimologia
La paraula pontifex deriva dels termes pons i facere, és a dir que significa «constructor de ponts», mentre que la paraula maximus vol dir «el més gran». Del seu significat original "el més gran constructor de ponts" va derivar al de "càrrec d'importància". Això és degut al fet que el Tíber era considerat un riu sagrat, fins i tot amb connotacions de deïtat; només a una autoritat de prestigi amb funcions sagrades se li podia permetre molestar el déu-riu amb construccions que el travessessin. També, des de molt antic, l'expressió pontifex maximus era presa en sentit figurat, és a dir, aquell encarregat d'establir punts d'enllaç entre els déus i els humans.
Els historiadors Dionís d'Halicarnàs i Marc Terenci Varró parlaven de la interpretació com a 'constructor de ponts', mentre que Plutarc relacionava el nom d'aquest càrrec amb una antiga paraula llatina, potis, que volia dir 'amo poderós i absolut'; però també hi ha altres que ho han interpretat com una derivació de potis facere en el sentit d''apte per a fer sacrificis'. Aquesta darrera explicació ja havia estat esmentada per Varró, però l'havia rebutjat, en canvi era la que acceptava el cònsol Quint Muci Escevola. Una altra opció seria que en un principi s'hagués dit pompifex, «el qui presideix les cerimònies i processons públiques». D'altra banda, la paraula pons no només significava «pont» sinó que originalment també havia significat «camí», així doncs, un pontifex seria «el qui fa camins i ponts».
Una altra hipòtesi considera que la paraula és un préstec de l'idioma sabí i que originàriament voldria dir «col·legi dels cinc», ja que en el dialecte Osco-Umbrià ponte vol dir «cinc». Aquesta explicació parteix del fet que el rei que havia establert els col·legis sacerdotals, Numa, era d'origen sabí. Les expressions de pontis i pomperias apareixen en les inscripcions de les "taules d'Iguvium", per a referir-se a «un grup de cinc». Segons això el pontifex seria un membre pertanyent a un grup de cinc sacerdots encarregats de fer els sacrificis coneguts com a pomperia en sabí i quinio en llatí.
En alguns escrits grecs d'aquell temps es parlava de la figura romana del "Pontifex Maximus". Apareix en inscripcions i en la literatura grega com "ἀρχιερεύς" (arkhireus=«gran sacerdot» o de vegades "ἀρχιερεὺς μέγιστος" (arkhireus megistos=«el més gran entre els grans sacerdots»"). El terme "ἀρχιερεύς" també està emprat en l'antiga Biblia coneguda com a Septuaginta per a referir-se a la màxima autoritat sacerdotal dels jueus.

## Durant la monarquia
El Collegium Pontificum (agrupació de pontífex) va ser la institució sacerdotal més important de l'antiga Roma. La seva fundació, així com la creació del títol de Pontifex Maximus són atribuïts al segon rei, Numa Pompili. Això no obstant, la majoria de la informació que es té d'aquella època està barrejada amb la llegenda i els mites. Es creu que el Collegium actuava com a conseller del rei en assumptes de religió. El collegium estava presidit pel pontifex maximus, que era un càrrec vitalici. La majoria dels documents del període monàrquic van ser destruïts durant el saqueig de Roma del 387 aC pels gals.
Segons l'historiador de l'època imperial Titus Livi, el rei Numa Pompili, va establir els rituals de la religió romana, va fundar els càrrecs sacerdotals i es va guiar el seu govern pels consells dels àugurs.Totes les normes religioses que va establir les va escriure en un llibre i el va confiar a la custòdia del primer Pontifex Maximus, Numa Marcius.

## Època republicana
Durant la República, era la màxima autoritat sacerdotal. Segons Titus Livi, després de la caiguda de la monarquia, es va crear la figura del rex sacrorum,(«rei dels ritus sagrats») qui va passar a tenir algunes de les funcions que anteriorment havia tingut el pontífex màxim. La diferència principal estava en el fet que el rex sacrorum estava separat de poder polític i militar; en canvi per a ser pontifex maximus calia procedir de família noble i, de vegades, era compatible amb l'exercici d'un càrrec polític.

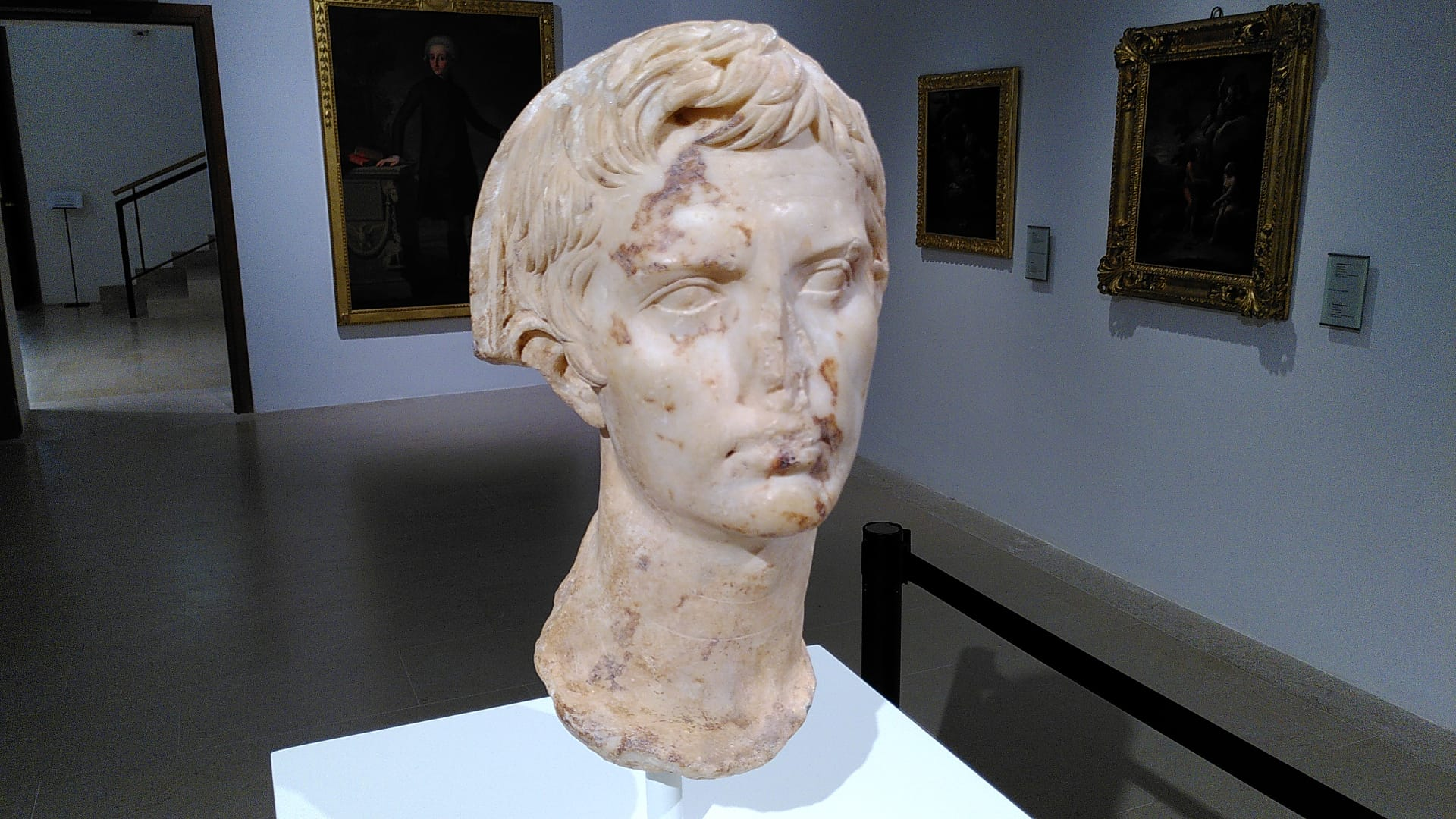
El Cap d'August velat de Pol·lència, en què es pot veure l'emperador August amb el cap cobert per un vel, que l'identifica com a pontífex màxim

La residència oficial del Pontifex Maximus era la Domus Publica («casa de l'estat») i estava situada entre la casa de les verges vestals i la Via Sacra, a prop de la Règia, l'establiment sagrat del Fòrum romà. La Regia era el lloc on realitzava les seves obligacions religioses. Tret que el pontifex maximus fos, a més, un magistrat, no havia de portar la toga praetexta, una toga amb la vora de color porpra. En les representacions artístiques se'l pot identificar perquè porta un ganivet a la mà (secespita) o la patera, i la vestimenta pròpia portant part de la toga cobrint-li el cap (capite velato).
La font principal per a l'estudi d'aquesta figura durant l'època republicana és l'historiador Marc Terenci Varró. Alguns dels seus escrits només es conserven en fragments, per tant cal anar a les còpies i comentaris sobre els seus treballs fets per autors posteriors, com ara: Aule Gel·li i Noni Marcel. Altres recursos són els textos de Ciceró, Titus Livi, Dionís d'Halicarnàs, Valeri Màxim, Plutarc ("Vida de Numa Pompili"), Sext Pompeu Fest ("De Significatu Verborum") i autors posteriors escolàstics. Algunes d'aquestes fonts inclouen un llistat de prohibicions lligades al càrrec de Pontifex Maximus, però resulta difícil de creure que un membre de família noble portés una vida amb restriccions, com també és difícil de trobar proves que ho demostrin.

### Elecció i nombre
El pontífex màxim era escollit per la resta de pontífex (co-optatio), que era un grup de cinc, inclòs el maximus. Tradicionalment havia de pertànyer a una família patrícia, però a partir del 300 aC/299 aC amb la llei lex Ogulnia va passar a ser una elecció popular i es van obrir les candidatures als plebeus. El 254 aC, va ser escollit per primera vegada un plebeu, Tiberius Coruncanius. Aquesta llei també va augmentar el nombre de pontífex, que van passar a ser nou. L'any 104 aC una llei, la lex Domitia va passar la responsabilitat de l'elecció a la comitia tributa i segons aquesta mateixa llei, només 17 de les 35 tribus o districtes podien votar. El promotor d'aquesta llei, Lucius Domitius Ahenobarbus, va ser poc després escollit Pontifex Maximus, amb la mort de l'antic titular Metellus Dalmaticus. Sembla que la llei podia haver estat causada per una revenja personal: L'any anterior s'havia presentat per a substituir el seu pare en el càrrec de pontífex, però el col·legi pontifical va preferir un altre candidat. El següent en tenir el títol, Quintus Mucius Scaevola, va ser escollit per la mateixa llei i sense cap controvèrsia, atès que ja feia temps que era cònsol i pontífex. Aquesta llei va ser abolida l'any 81 aC pel dictador Luci Corneli Sul·la per la llei lex Cornelia de Sacerdotiis, que va retornar al col·legi de pontífex la funció de triar el pontífex màxim i va augmentar el nombre de pontífex en quinze. Sul·la va nomenar el següent, Quintus Caecilius Metellus Pius, l'únic de tota la història de Roma no escollit per votació.

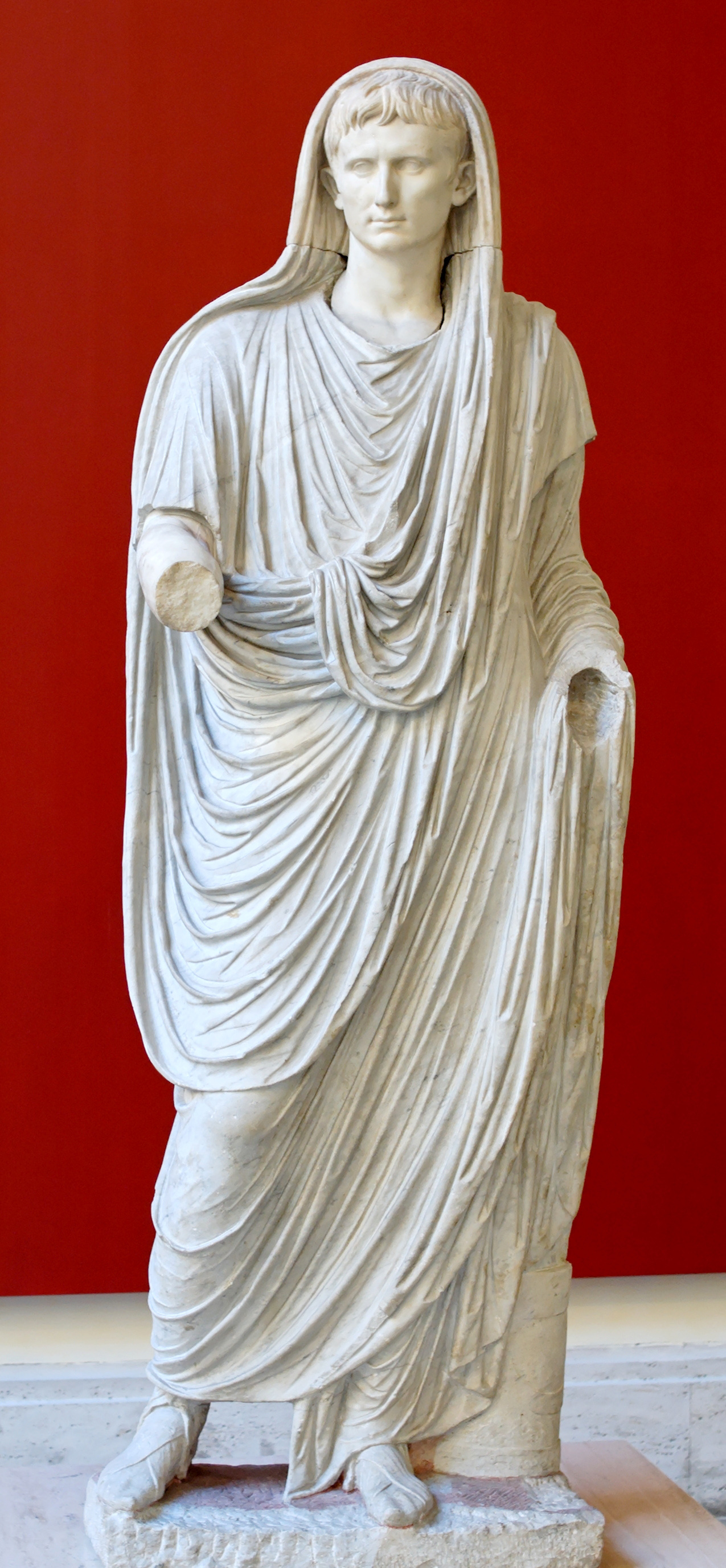
Juli Cèsar va ser elegit pontífex màxim l'any
(Imatge de la Via Labicana).

L'any 63 aC, la llei de Sul·la va ser abolida pel tribú Titus Labienus i es va instaurar una forma modificada de la lex Domitia tornant a deixar l'elecció en la comitia tributa. Juli Cèsar va ser escollit per votació popular, però ja era pontífes des de l'any 73 aC. Marc Antoni va tornar al sistema d'elecció cooptatio del col·legi. Amb Juli Cèsar, el nombre de pontífex es va fixar en setze.

### Les funcions
La seva principal obligació era mantenir la pax deorum(«pau amb els déus»).
El pontífex màxim, igual que els altres pontífexs, oferia sacrificis als déus, però aquesta era la menys important de les seves funcions. El seu principal deure anava lligat a l'aplicació del ius divinum, un llibre que recollia la informació aplegada pels pontífexs al llarg dels anys en relació amb els rituals sagrats. Els principals temes sobre els quals la ius divinum establia dogmes eren:
1. La regulació de totes les cerimònies expiatòries requerides en cas de desgràcies com ara: la pesta, la caiguda de llamps a la ciutat, etc.
2. La consagració de tots els temples i altres llocs sagrats i dels objectes dedicats als déus.
3. La regulació del calendari, en la seva part astronòmica i en la seva aplicació a la vida pública o a l'estat.
4. Els rituals d'enterrament, la sacralització dels cementiris, el culte als Manes, esperits dels avantpassats.
5. La supervisió dels matrimonis per conferratio.[nota 3]
6. L'administració de la llei d'adopció i del dret de successions relacionat amb el testament.
7. La regulació de la moral pública i el càstig i extermini dels grups de persones que ofenien els déus.

Basat en l'autoritat que li conferia el punt 3 d'aquesta ius divinum, Juli Cèsar va establir un nou calendari.
Una cosa que tenia vetada el pontífex màxim era sortir d'Itàlia, però aquesta norma la va trencar Publi Corneli Escipió (141–132 aC) forçat pel senat. El primer a abandonar Itàlia voluntàriament va ser Publi Licini Cras.

## Durant l'Imperi

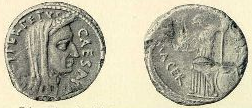
Juli Cèsar retratat com Pontifex Maximus en una moneda de denari.

Després de l'assassinat de Juli Cèsar, l'any 44 aC, el seu aliat Marc Emili Lèpid va ser escollit Pontifex Maximus. Però aquest va caure en desgràcia i es va haver d'exiliar, deixant tot el poder en mans d'August. August va assimilar el càrrec a la mort de Lèpid l'any 13 aC. Des de llavors tots els emperadors van tenir el càrrec de pontífex màxim, com un més dels títols imperials, però qui en realitat va assumir les tasques del càrrec va ser un promagister. A partir de la Dinastia Severa, el petit nombre de senadors pagans interessats a ser nomenats pontífexs va fer un replantejament de les normes. Anteriorment, durant la Republica només es permetia que un membre de la mateixa família accedís al càrrec, però això va haver de canviar.
En els períodes de govern compartit, només un dels dos emperadors duia el títol, com va passar amb Marc Aureli i Luci Aureli Ver. Però això ja no va passar amb Pupiè i Balbí el 238. Amb la crisi del segle iii els usurpadors no van dubtar en autodenominar-se Pontifex Maximus a la vegada que emperadors, fins i tot els emperadors cristians van portar el títol. Tan sols hi va renunciar l'emperador Flavi Gracià quan una delegació de senadors pagans li van implorar que restaurés l'altar de la Victòria que hi havia a la sala del senat.

## Nota
1. ↑  Aquest dialecte és d'influència grega. Compareu amb la paraula πέντε (pente=cinc).
2. ↑   La pax deorum era considerada un acord o un pacte amb els déus. L'harmonia entre les divinitats i els humans era també anomenada pax divom; aquesta pau que els déus atorgaven era a canvi d'una correcta pràctica religiosa, en cas d'error (vitium) o negligència els déus trencaven el pacte amb manifestacions d'ira sobre el poble romà.
3. ↑  Hi havia tres tipus de matrimonis:Per conferratio(entre patricis i amb contracte prematrimoial), per usus(entre plebeus) i per coemptio que, a diferència dels altres, no necessitava el consentiment de la núvia, era més aviat semblant a una compra d'esposa.